# Ellisellidae
Ellisellidae Gray, 1859 è una famiglia di octocoralli dell'ordine Alcyonacea.

## Descrizione
Ellisellidae comprende un centinaio di specie di gorgonie caratterizzate da un asse fortemente calcificato con scleriti nella forma caratteristica di manubri a doppia estremità ornati con tubercoli emisferici.
Della famiglia fanno parte sia specie che abitano le acque profonde e prive di zooxantelle che specie superficiali che possono anche vivere in simbiosi con zooxantelle. Le Ellisellidae sono presenti nel Mediterraneo. Le specie più diffuse sono Ellisella paraplexauroides (detta “gorgonia candelabro”) che può raggiungere i 2 metri di altezza ed è la più grande gorgonia presente nel Mediterraneo,  e Viminella flagellum dalla tipica forma a frusta.

## Tassonomia
La famiglia è composta dai seguenti generi:
- Ctenocella Valenciennes, 1855
- Dichotella Gray, 1870
- Ellisella Gray, 1858
- Heliania Gray, 1860
- Junceella Valenciennes, 1855
- Nicella Gray, 1870
- Phenilia Gray, 1860
- Riisea Duchassaing & Michelotti, 1860
- Tenocella
- Verrucella Milne Edwards & Haime, 1857
- Viminella Gray, 1870